# Чернігівське намісництво
Черні́гівське намі́сництво (рос. Черниговское наместничество) — адміністративно-територіальна одиниця в Російській імперії в 1781–1796 роках. Адміністративний центр — Чернігів. Створене 1781 року на основі Чернігівського полку Гетьманщини. Складалося з 11 повітів. 12 грудня 1796 року перетворене на Малоросійську губернію.

## Історія

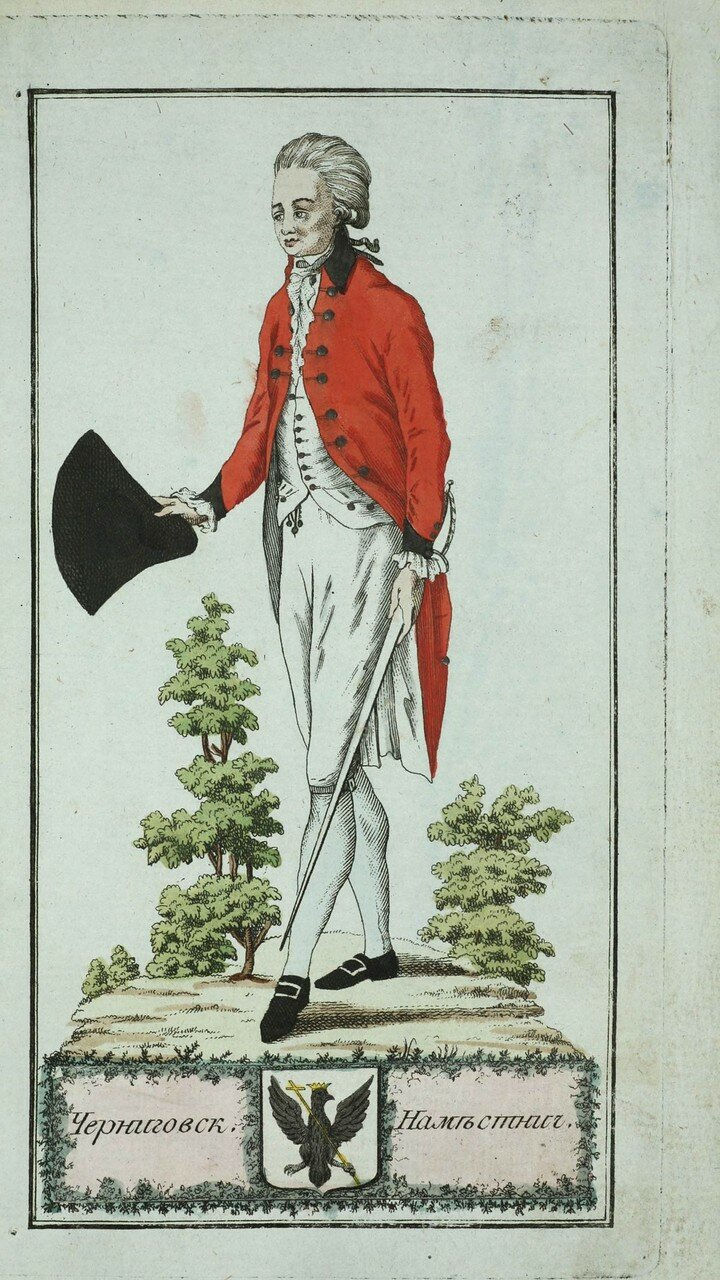
Мундир чиновника Чернігівського намісництва, 1794

Офіційне відкриття намісництва відбулося в січні 1782 року в Чернігові, який став його адміністративним центром; там розміщувалося намісницьке правління на чолі з намісником (губернатором). До Чернігівського намісництва ввійшли території Чернігівського полку, Гадяцького полку, Київського полку, Лубенського полку, Ніжинського полку, Прилуцького полку, Стародубського полку. Було поділене на 11 повітів (з населенням 20—30 тис. осіб у кожному):
- Чернігівський,
- Березинський,
- Борзенський,
- Гадяцький,
- Глинський,
- Городницький,
- Зеньківський,
- Лохвицький,
- Ніжинський,
- Прилуцький,
- Роменський.

За даними ревізії 1782, у намісництві було 2143 населені пункти (11 міст, 26 містечок, 659 сіл, 40 слобід, 1393 хутори, 2 паперові заводи, 8 гут і 4523 рудні). Чисельність населення (крім дворян) становила 7 465 560 осіб. Указом російського імператора Павла I від 23 (12) грудня 1796 Чернігівське намісництво було ліквідоване, а його територія увійшла до складу новоствореної Малоросійської губернії.

## Губернатори
- 1782: Рум'янцев Петро Олександрович — генерал-губернатор
- 1782—1796: Милорадович Андрій Степанович — генерал-губернатор